# Аја Франка (Изернија)
Аја Франка (итал. Aia Franca) је насеље у Италији у округу Изернија, региону Молизе.
Према процени из 2011. у насељу је живело 39 становника. Насеље се налази на надморској висини од 587 м.